# Carmen Gana López
María del Carmen Gana López (1800 – 15 tháng 4 năm 1880) là một quý tộc và là Đệ nhất phu nhân Chile.

## Tiểu sử
Gana López là con gái của Agustín Domingo Gana y Darrigrande và María Dolores López y Guerrero Villaseñor. Cô kết hôn với Manuel Blanco Encalada vào ngày 29 tháng 11 năm 1818, và có sáu người con. Cô là một người cố vấn cho chồng trong suốt sự nghiệp chính trị của mình.
Blanco đóng vai trò là Tổng thống lâm thời của Chile từ ngày 9 tháng 7 năm 1826 đến ngày 9 tháng 9 năm 1826, trong thời gian đó Gana giữ chức Đệ nhất phu nhân. Bất chấp nhiệm kỳ ngắn ngủi của mình, Gana đã sử dụng vị trí của mình như một cơ hội để hành động vì niềm đam mê phục vụ xã hội.
Trong thời gian chồng cô làm bộ trưởng ở Pháp, nhà của họ ở Paris đã trở thành điểm tụ tập của những người Mỹ và châu Âu nổi tiếng. Gana cũng là bạn thân của nhiều nghệ sĩ và trí thức người Paris.
Khi ở Paris, cô con gái Teresa của Gana kết hôn với một người Chile giàu có. Bố mẹ của Teresa trong buổi lễ là Napoleon III và Eugénie de Montijo. Gana duy trì mối quan hệ thư từ vĩnh viễn với cặp đôi ngay cả sau khi cô trở về Santiago.
Gana chết ngày 15 tháng 4 năm 1880 và được chôn cất ở Cementerio General de Santiago.